# Естер Дара
Естер Дара (угор. Eszter Dara, 30 травня 1990) — угорська плавчиня.
Учасниця Олімпійських Ігор 2008, 2012 років.
Чемпіонка Європи з водних видів спорту 2010 року.
Призерка Чемпіонату Європи з плавання на короткій воді 2008 року.